# Mehmet Ali Ülgen
Mehmet Ali Ülgen (* 1887 in Istanbul; † 23. Juli 1952 ebenda) war ein türkischer Admiral, der zuletzt von 1949 bis 1950 Oberkommandierender der Marine (Türk Deniz Kuvvetleri) war.

## Leben

### Ausbildung zum Marineoffizier und Erster Weltkrieg
Nach dem Schulbesuch trat Ülgen 1900 in die damalige Marineschule (Bahriye Mektebi) der Seestreitkräfte des Osmanischen Reiches ein und wurde nach deren Beendigung 1905 zum Leutnant zur See (Teğmen) befördert. Im Anschluss fand er Verwendung auf dem Schulschiff der Seestreitkräfte und absolvierte danach eine Ingenieurausbildung auf dem 1868 auf der Werft Forges et Chantiers de la Méditerranée (FCM) gebauten Panzerschiff Asar-ı Tevfik. Danach folgten Verwendungen auf dem Kanonenboot Bafra, auf dem auf der Kieler Germaniawerft gebauten Torpedokreuzer Peyk-i Şevket, auf dem zur Avnillah-Klasse gehörenden Küstenpanzerschiff Muin-i Zafer, auf dem alten Zentralbatterieschiff Mesudiye, auf dem Linienschiff Barbaros Hayreddin sowie ein erneuter Einsatz auf der alten  Asar-ı Tevfik als Geschützoffizier.
Während des Ersten Weltkrieges nahm Ülgen im Oktober und November 1914 an Bord des Schlachtkreuzers Yavuz Sultan Selim im Schwarzen Meer an Einsätzen gegen die russische Schwarzmeerflotte und ihre Häfen Sewastopol und Odessa teil. Anschließend wurde er Offizier auf dem Geschützten Kreuzer Mecidiye, Kommandant des Kanonenbootes Selman-ı Pak und fand auch verschiedene Verwendungen im Admiralstab.

### Nachkriegszeit, Aufstieg zum Admiral und Oberkommandierenden der Marine
Nach Ende des Ersten Weltkrieges wurde Ülgen 1918 Erster Offizier des Dampfschiffes Giresun sowie anschließend Geschützoffizier auf dem Geschützten Kreuzer Mecidiye und dem Panzerkreuzer Yavuz Sultan Selim. Nach einer Tätigkeit als Erster Offizier auf dem Leichten Kreuzer Hamidiye wurde er schließlich Kommandant des Torpedokreuzers Peyk-i Şevket. Nach seiner Beförderung zum Korvettenkapitän (Binbaşı) 1925 war er bis 1934 erst Sektions- und dann Abteilungsleiter im Marineministerium sowie Kommandeur einer Flottille, ehe er Verwendung als Offizier im Aufklärungskommando sowie zuletzt bei den Marineverbänden im Marmarameer fand.
1936 wurde Ülgen zum Flottillenadmiral (Tuğamiral) befördert und war zunächst im Kommando der Marineverbände im Marmarameer und der Marinestützpunkte in der Provinz Kocaeli tätig sowie im Anschluss stellvertretender Befehlshaber des Kriegsschiffgeschwaders. Nach seiner Beförderung zum Konteradmiral (Tümamiral) 1938 war er im Flottenkommando tätig sowie im Anschluss Unterstaatssekretär für die Marine im Ministerium für Nationale Verteidigung (Millî Savunma Bakanlığı), ehe er zum Kommando der Marineverbände im Marmarameer und der Marinestützpunkte in der Provinz Kocaeli zurückkehrte.
Nach seiner Beförderung zum Vizeadmiral (Koramiral) 1945 wurde Ülgen Oberkommandierender des Flottenkommandos (Donanma Komutanlığı) und schließlich 1948 zum Admiral (Oramiral) befördert. Am 1. Juli 1949 wurde er schließlich Oberkommandierender der Marine (Türk Deniz Kuvvetleri). Knapp ein Jahr später wurde er am 6. Juni 1950 auf eigenen Wunsch in den Ruhestand versetzt und durch Vizeadmiral Sadık Altıncan abgelöst.
Ülgen war verheiratet und Vater von zwei Kindern.